# Blood Mountain
Blood Mountain es el tercer álbum de estudio de la banda estadounidense de heavy metal Mastodon, lanzado el 12 de septiembre de 2006 en Reino Unido y América del Norte a través de la compañía discográfica Reprise Records. Cuenta con la participación de varios músicos invitados, entre ellos Scott Kelly de Neurosis en «Crystal Skull», Josh Homme de Queens of the Stone Age en «Colony of Birchmen», e Isaiah «Ikey» Owens de The Mars Volta, quien participó en «Pendulous Skin», mientras que Cedric Bixler-Zavala, de At the Drive-In y The Mars Volta, colaboró en «Siberian Divide».
Al igual que su trabajo anterior, Leviathan, Blood Mountain es un álbum conceptual. Según el bajista y vocalista Troy Sanders, «se trata de escalar una montaña y de las diferentes cosas que te pueden pasar cuando estás atrapado en una montaña, en el bosque, y estás perdido. Estás hambriento, alucinando, encontrándote con criaturas extrañas. Te están cazando. Se trata de toda esa lucha». Por su parte, el guitarrista Bill Kelliher declaró que el disco representa el elemento tierra. Blood Mountain tuvo un buen desempeño comercial, alcanzando el puesto número 32 en la lista Billboard 200, lo que lo convirtió en uno de los lanzamientos más exitosos de Mastodon hasta ese momento. Su tercer sencillo, «Colony of Birchmen» fue galardonado durante la 49.ª edición de los Premios Grammy con una nominación por «mejor interpretación metal». La mayoría de las reseñas fueron positivas, con Kerrang! clasificándolo como el tercer mejor álbum de la banda.

## Recepción crítica
Blood Mountain recibió críticas generalmente positivas. Metacritic le asignó una puntuación de 82, indicando una «aclamación universal». La revista musical Kerrang! lo clasificó como el tercer mejor trabajo de la banda. Por su parte, el portal web AllMusic le dio 4 estrellas de 5. El crítico Thom Jurek lo consideró una «obra maestra» superior a Leviathan, a pesar de que podría alienar a los fanáticos del metal más «conservadores». Greg Knot, de Rolling Stone, quien le asignó una puntuación de 4 estrellas, elogió su «capacidad de transformar los tópicos de autoayuda poco convincentes» en «un viaje de ciencia ficción a través de una tierra infestada de todo tipo de bestias, como cíclopes, guerreros hombres-árbol y una especie de gigante dormido».
Brandon Stosuy, de Pitchfork, escribió que podía superar a su antecesor, Leviathan, y lo describió como «brillantemente ampliado e implacable». Andy Capper, de The Guardian, destacó su originalidad, llamándolo «pesado como el infierno» e «interesante», y agregó que «puedes escucharlo más de dos veces sin querer romperlo en un millón de pedazos con un hacha. Y eso es algo muy raro, realmente».  Con una calificación perfecta de 10, Adrien Begrand, de PopMatters, elogió profundamente el álbum, destacando que con él, Mastodon «completó un impresionante arco de tres discos que muchas bandas jóvenes solo pueden aspirar a lograr». Además, lo caracterizó como «emocionante y multifacético», equilibrando la melodía con la «contundencia», y resaltó que el control creativo total que la banda tuvo bajo su nuevo sello les permitió «florecer» y alcanzar una «cumbre artística». También se preguntó qué direcciones tomarían en el futuro, pero afirmó que, por el momento, lo mejor era «admirar la vista» de lo que habían logrado.

## Lista de canciones
Todas las canciones escritas por Mastodon.
| N.º | Título                                       | Duración |  |
| 1.  | «The Wolf Is Loose»                          | 3:34     |  |
| 2.  | «Crystal Skull» (con Scott Kelly)            | 3:27     |  |
| 3.  | «Sleeping Giant»                             | 5:36     |  |
| 4.  | «Capillarian Crest»                          | 4:25     |  |
| 5.  | «Circle of Cysquatch»                        | 3:19     |  |
| 6.  | «Bladecatcher»                               | 3:20     |  |
| 7.  | «Colony of Birchmen» (con Josh Homme)        | 4:19     |  |
| 8.  | «Hunters of the Sky»                         | 3:52     |  |
| 9.  | «Hand of Stone»                              | 3:30     |  |
| 10. | «This Mortal Soil»                           | 5:00     |  |
| 11. | «Siberian Divide» (con Cedric Bixler-Zavala) | 5:32     |  |
| 12. | «Pendulous Skin» (con Isaiah «Ikey» Owens)   | 22:15    |  |

## Formación

### Banda
- Brann Dailor - Batería y voz
- Brent Hinds - Guitarra y voz
- Bill Kelliher - Guitarra
- Troy Sanders - Bajo y voz

### Invitados
- Josh Homme
- Cedric Bixler-Zavala
- Scott Kelly
- Isaiah "Ikey" Owens

## Rankings del Billboard

### Álbum
| Año  | Ranking       | Posición |
| ---- | ------------- | -------- |
| 2006 | Billboard 200 | 32       |

### Sencillos
| Año  | Sencillo           | Ranking            | Posición |
| ---- | ------------------ | ------------------ | -------- |
| 2006 | Colony of Birchmen | US Mainstream Rock | 33       |